# 市川海老蔵

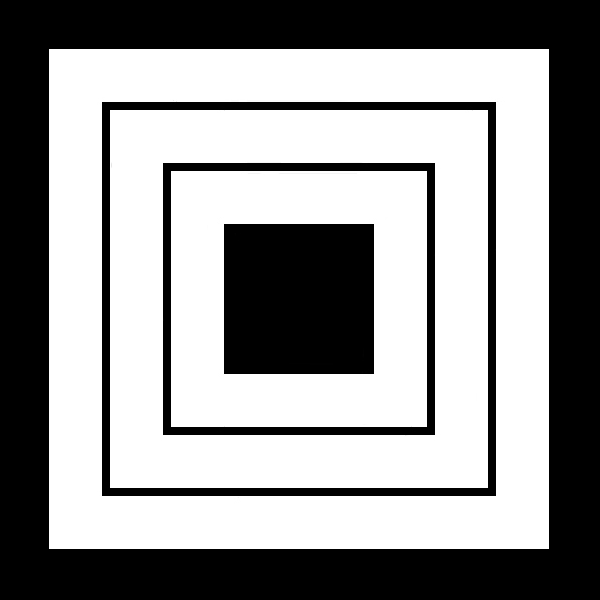
三升

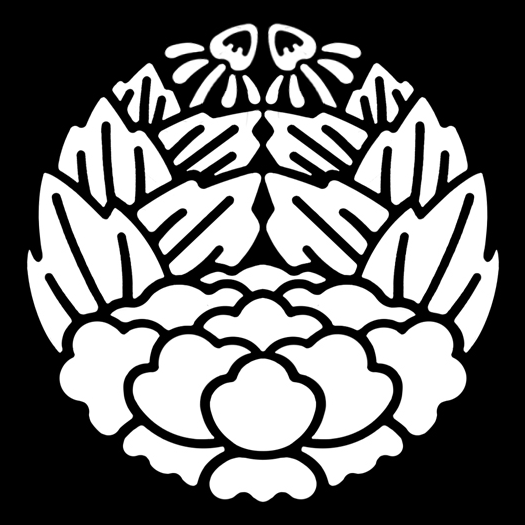
杏葉牡丹

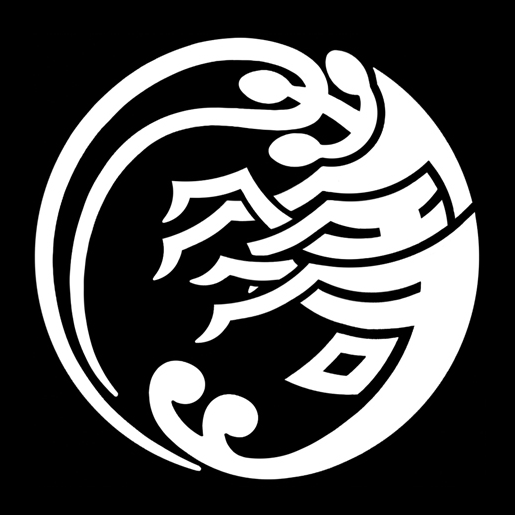
寿海老

市川海老蔵（いちかわ えびぞう、市川蝦蔵・市川ゑび蔵とも）は歌舞伎の名跡。屋号は成田屋。定紋は三升（みます）、替紋は杏葉牡丹（ぎょうよう ぼたん）。また替紋とほぼ同様の使われ方をする役者文様に寿海老（ことぶき えび）がある。

## 解説
市川海老蔵は初代團十郎の幼名が海老蔵だったことに由来する名跡である。市川團十郎との関わりは深く、11代の海老蔵のうち、実に10名が市川宗家の御曹司、9名が前後に市川團十郎を襲名している。
かつては市川團十郎と並ぶ大名跡だったが、今日では市川團十郎の前に襲名する名跡となっている。このため前期には團十郎 → 海老蔵と襲名する例が目立つのに対し、後期にはこれが逆転して海老蔵 → 團十郎と襲名する例がほとんどとなる。
なお十二代目市川團十郎が十代目市川海老蔵襲名前に名乗ったのが市川新之助だったため、新之助 → 海老蔵 → 團十郎と襲名するのが市川宗家の通例だと誤解されがちだが、実際にこのような順で襲名したのは、他には六代目と十一代目があるのみである。

## 市川海老蔵代々
- 初代 市川海老蔵
  - 役者・堀越重蔵の子、1660–1704。
  - 市川段十郎 →初代市川團十郎(本名が海老蔵であった為、初代市川海老蔵と数える)

- 二代目 市川海老蔵
  - 初代の長男、1688–1758。
  - 初代市川九蔵 → 二代目市川團十郎 → 二代目市川海老蔵

- 三代目 市川海老蔵
  - 二代目の養子（あるいは実子）、1711–78。
  - 初代松本七蔵 → 二代目松本幸四郎 → 四代目市川團十郎 → 二代目松本幸四郎（復名）→ 三代目市川海老蔵

- 市川蝦蔵
  - 四代目市川團十郎の子、1741–1804。父は四代目團十郎から三代目海老蔵を襲名したが、本人は父に遠慮して「同じえびでも雑魚えびの蝦」と市川蝦蔵を襲名した。「蝦蔵」は後にも先にもこの蝦蔵ただ一人で、歴代の海老蔵にも数えない。
  - 松本幸蔵 → 三代目松本幸四郎 → 五代目市川團十郎 → 市川蝦蔵 → 成田屋七左衛門 → 初代市川白猿

- 四代目 市川海老蔵
  - 市川蝦蔵（五代目市川團十郎）の庶子、1778–99。
  - 四代目市川海老蔵 → 六代目市川團十郎

- 五代目 市川海老蔵（市川ゑび蔵）
  - 市川蝦蔵の孫で四代目の養子、1791–1859。「ゑび蔵」もこのゑび蔵ただ一人だが、ゑび蔵が七代目團十郎を襲名すると、長男の二代目新之助が六代目海老蔵を襲名していることから、ゑび蔵は最初から「海老蔵」として認識されていたことがわかる。実際、その七代目が團十郎の名跡を倅にゆずって八代目團十郎を襲名させると、本人はあらためて海老蔵に「復して」いる。
  - 初代市川新之助 → 市川ゑび蔵 → 七代目市川團十郎 → 五代目市川海老蔵(江戸追放中は成田屋七左衛門、幡谷重蔵、市川白猿といった変名も使用)（俳名：二代目白猿）

- 六代目 市川海老蔵
  - 五代目の長男、1823–54。
  - 二代目市川新之助 → 六代目市川海老蔵 → 八代目市川團十郎（俳名：三代目白猿）

- 七代目 市川海老蔵
  - 五代目の三男、1833–74。
  - 三代目市川新之助 → 七代目市川高麗蔵 → 初代市川新升 → 市川白猿 → 七代目市川海老蔵（俳名：四代目白猿）

- 八代目 市川海老蔵
  - 五代目の七男、1845–86。
  - 市川あかん平 → 市川壽蔵 → 四代目市川新之助 → 二代目市川猿蔵 → 八代目市川海老蔵

- 九代目 市川海老蔵
  - 五代目市川三升（贈十代目市川團十郎）の養子、実父は七代目松本幸四郎、1909–65。美男で海老蔵を名乗っていた時期に女性に絶大な人気があり、「海老さま」と呼ばれた。
  - 初代松本金太郎 → 九代目市川高麗蔵 → 九代目市川海老蔵 → 十一代目市川團十郎

- 十代目 市川海老蔵
  - 九代目の長男、1946–2013。
  - 市川夏雄 → 六代目市川新之助 → 十代目市川海老蔵 → 十二代目市川團十郎

- 十一代目 市川海老蔵
  - 十代目の長男、1977– 。
  - 七代目市川新之助 → 十一代目市川海老蔵→ 十三代目市川團十郎